# 小行星1246
小行星1246（1246 Chaka）是一颗绕太阳运转的小行星，为主小行星带小行星。该小行星于1932年7月23日发现。
該小行星以祖魯國王恰卡命名。

## 轨道参数
小行星1246的轨道半长轴为2.6189886 UA，离心率为0.309。